# 壁の中に誰かがいる
『壁の中に誰かがいる』（かべのなかにだれかがいる 原題：The People Under the Stairs）は、1991年のアメリカ合衆国のホラー・サスペンス映画。

## ストーリー
スラム街育ちの少年フールは母と姉の入院費を稼ごうと必死になっていた矢先、アパートの家主から3倍の家賃を請求されて追い出された。
そこでフールは、姉の友人のリロイとスペンサーとともに家主の家から金貨を盗む計画を企て、スペンサーが下見に出かける。だが、スペンサーはいつまでたっても戻ってこず、フールたちが家主の家へ忍び込むと彼はすでに死体となっていた。
さらに家主の家に探りを入れたフールたちは、1人の少女が家主夫妻によって部屋に監禁されている事を知る。

## キャスト
※括弧内は日本語吹替
- ポインデクスター・“フール”・ウィリアムズ - ブランドン・アダムス（堀絢子）
- 家主 - エヴェレット・マッギル（青野武）
- 家主の妻 - ウェンディ・ロビー（火野カチ子）
- アリス - A・J・ランガー（矢島晶子）
- リロイ - ヴィング・レイムス（辻親八）
- ローチ - ショーン・ウェーレン
- ブッカー - ビル・コッブス（中庸助）
- ルビー・ウィリアムズ - ケリー・ジョー・ミンター
- スペンサー - ジェレミー・ロバーツ
- メアリー - コニー・マリー・ブラツェルトン

## スタッフ
- 監督・脚本：ウェス・クレイヴン
- 製作総指揮：ウェス・クレイヴン、シェップ・ゴードン
- 製作：マリアンヌ・マッダレーナ、スチュアート・M・ベッサー
- SFX：ピーター・チェズニー
- 美術：ブライアン・ジョーンズ
- 字幕：岡枝慎二

## トリビア
怪しげな家主夫妻を演じるエヴェレット・マッギルとウェンディ・ロビーは、『ツイン・ピークス』でも怪しげなハーリー夫妻役で共演していた。